# Pluie de météores
Pour les articles homonymes, voir Météore.

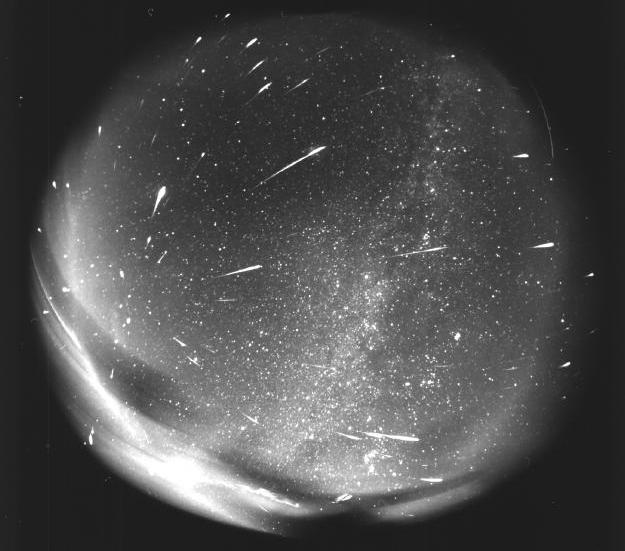
Photographie prise la nuit des Léonides de 1998 (exposition de 4 heures). On remarque la trace de plusieurs étoiles filantes semblant provenir d'un même point.

Un essaim, mieux connu sous le nom de pluie d'étoiles filantes ou de météores, est une augmentation temporaire et périodique de la quantité d'étoiles filantes observées dans le ciel. Le phénomène est causé par le passage de la Terre dans l'orbite d'une comète, ce qui engendre la pénétration d'une grande quantité de poussière cométaire dans l'atmosphère terrestre. Ces étoiles filantes semblent provenir d'un même point dans le ciel, le radiant. 
On recense plusieurs dizaines d'essaims. Les noms de ces pluies d'étoiles filantes sont majoritairement dérivés de la constellation où se trouve leur radiant. Chaque essaim se produit chaque année à la même période avec une intensité variable.

## Histoire

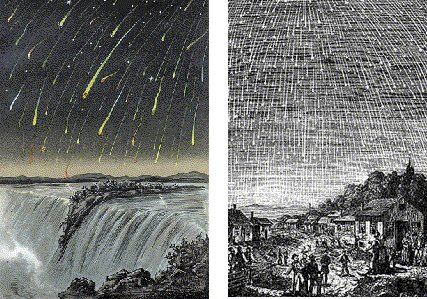
Représentations des Léonides de 1833.

L'intensité des Léonides de novembre 1833, qui aurait compté de dix à cent mille météores à l'heure,, a suscité beaucoup d'interrogations. Ces dernières ont mené à de nombreux développements et théories scientifiques sur l'origine des météores. C'est à cette époque que l'américain Denison Olmsted (1791-1859) donne une explication à ce phénomène qu'il publie dans l'American Journal of Sciences and Arts. Il y affirme que le maximum d'intensité n'a été observé qu'en Amérique du Nord et que les météores provenaient de la constellation du Lion. Il émet l'hypothèse que les météores étaient originaires d'un nuage de particules dans l'espace.
En 1890, les astronomes George Johnstone Stoney (1826-1911) et Arthur Matthew Weld Downing (en) (1850-1917) tentent de calculer la position de la poussière par rapport à l'orbite de la Terre. Ils ont étudié la poussière éjectée par la comète 55P/Tempel-Tuttle en 1866 avant le retour des Léonides attendu en 1898 et 1899. Les calculs ont démontré que la poussière serait loin à l'intérieur de l'orbite terrestre. Les mêmes résultats ont été déterminés indépendamment par Adolf Berberich de l'Institut de calcul astronomique. Ces calculs ont été confirmés puisque la pluie de météores n'a pas eu lieu.
En 1981, Donald K. Yeomans du Jet Propulsion Laboratory a révisé l'historique des Léonides et de l'orbite dynamique de la comète Tempel-Tuttle. Il a déduit les conditions les plus propices pour une pluie de météores. Un graphique de ses recherches a été publié. Il présente les positions relatives de la Terre et de Tempel-Tuttle et montre où la Terre rencontre de la poussière dense. Cela démontre que les météorites sont, la plupart du temps, derrière et en dehors de la trajectoire de la comète.
En 1985, E. D. Kondrat'eva et E. A. Reznikov de l'Université de Kazan réussissent à déterminer les années où la poussière responsable des quelques tempêtes de météores passées a été formée.
En 1995, Peter Jenniskens a prédit l'Alpha monocérotides grâce à son hypothèse selon laquelle ces tempêtes sont causées par la traînée de poussière qui suit une comète. En 2006, Jenniskens publie des prévisions qui s'échelonnent sur 50 ans pour les prochaines rencontres de traînées de poussière de comète.

## Caractéristiques physiques

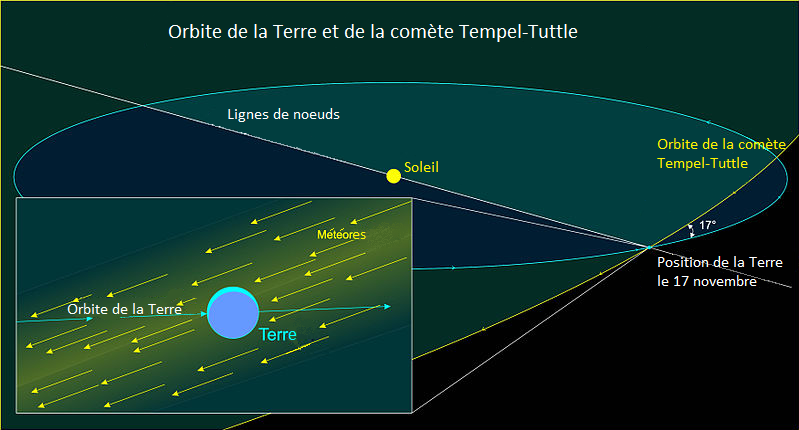
Schéma représentant le croisement de l'orbite de la Terre et celle de la comète Tempell-Tuttle.

Une pluie de météores se produit lorsque la Terre traverse l'orbite d'une comète ou d'un astéroïde qui a laissé un nuage de poussière sur son passage. Ce nuage est appelé « essaim de météores » ou, par abus de langage[réf. nécessaire], un « essaim météoritique ». Les comètes sont en fait des débris de roches recouverts de glace que l'astronome Fred Lawrence Whipple décrit comme des « boules de neige sales »,. La glace peut être composée d'eau, de méthane ou d'autres composés volatils. En s'approchant du Soleil, la glace se sublime, ce qui veut dire qu'elle passe directement de l'état solide à gazeux. Les particules formées sont éjectées à une vitesse pouvant aller jusqu'à quelques dizaines de mètres par seconde. Lorsque l'orbite de la Terre entre dans un essaim de météores, on assiste alors à une pluie de météores.
Ainsi, par exemple, la pluie de météores des Léonides se produit quand la Terre traverse l'orbite de la comète 55P/Tempel–Tuttle et que les débris suivant cette comète se subliment et entrent dans l'atmosphère de la Terre. 
Lors d'une pluie de météores, on peut apercevoir typiquement entre 5 et 50 météores en une heure. Ces météores entrent dans l'atmosphère à la même vitesse (qui varie de 11 à 72 km/s). Le phénomène peut durer de quelques heures à plusieurs jours, et revient habituellement annuellement.
Les météores ne proviennent pas toujours nécessairement d'un essaim. Il arrive aussi que des météores dits « sporadiques » surviennent. Ce sont des météores isolés qui ne proviennent pas du nuage cométaire.

### Radiant

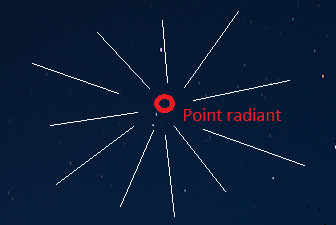
Image illustrant la position d'un radiant.

Le radiant d'un essaim est le point d'où semblent provenir les étoiles filantes qui la constituent. 
Ce point est un effet d'optique causé par le mouvement des courants météoritiques. En effet, ceux-ci se déplacent dans l'espace en suivant des routes parallèles entre elles. La droite menée de la Terre au radiant d'une pluie de météores est donc la direction relative, commune à tous les météores qui constituent l'essaim.

### Périodicité et intensité
Chaque pluie de météores se produit tous les ans à la même période de l'année. Cette période peut durer de plusieurs semaines à quelques heures. Elle présente généralement un pic d’activité plus bref. Par exemple, les perséides, la plus célèbre des pluies d’étoiles filantes, se produisent entre le 17 juillet et le 24 août avec un maximum d’activité vers le 12 août.
L'intensité d'une pluie de météores est mesurée à partir du Taux Horaire Zénithal (THZ). Ce taux correspond au nombre d'étoiles filantes que pourrait voir un observateur sous un ciel noir parfait de magnitude visuelle de 6,5 et sous un radiant situé au zénith. Les conditions pour calculer le THZ sont très rarement remplies au même moment. C'est pourquoi nombre d'étoiles filantes y est surestimé. 
Le North American Meteor Network (en) a développé une équation permettant de calculer le THZ. Cette dernière met à contribution le nombre de météores comptabilisés ({\displaystyle HR}) sur une plage d'observation en tenant compte de l'indice de population ({\displaystyle r}) de l'essaim observé et de la magnitude limite visuelle ({\displaystyle LM}) du ciel, et ce, en fonction de l'altitude du radiant ({\displaystyle A}, en degré) au moment de l'observation :
Formule pour une magnitude en bas de 6,5 : {\displaystyle ZHR={\cfrac {{HR}\cdot F\cdot r^{6,5-LM}}{\sin(A)}}}
Formule pour magnitude en haut de 6,5 : {\displaystyle ZHR={\cfrac {{HR}\cdot F\cdot r^{LM-6,5}}{\sin(A)}}}
L'indice de population est propre à chacun des essaims. Il définit la brillance des météores qui constituent les essaims. Cet indice est également une estimation entre le nombre de météores dans les différentes classes de magnitude. Ainsi, selon l'International Meteor Organization, {\displaystyle r}est une valeur indiquant combien de fois plus de météores de magnitude {\displaystyle m+1} apparaissent que de météores de magnitude {\displaystyle m}.
La magnitude limite visuelle est la magnitude limite à laquelle un instrument d'optique peut observer une pluie de météores. Logiquement, plus le ciel est transparent, plus il sera possible pour les observateurs de tirer le maximum de leurs instruments d'optique et, conséquemment, de bien mesurer le THZ, le contraire étant tout aussi vrai.
La méthode la plus répandue et la plus efficace pour compter les météores (HR) dans le but d'évaluer le THZ d'un essaims consiste à noter les météores vus sur un papier ou à enregistrer le comptage sur un magnétophone en donnant la magnitude estimée du météore et l'appartenance à l'essaim observé. Cette méthode très simple à mettre en œuvre permet d'établir par la suite un rapport d'observation.
Le nombre d'étoiles filantes observé peut être nettement supérieur au THZ, notamment dans le cas où l'essaim a été réalimenté par le passage récent de la comète à laquelle il est associé. Cela peut donner des pluies de météores spectaculaires comme en 1966, avec les léonides observées aux États-Unis et au Mexique qui présentaient un taux horaire d'environ 150 000. On parle alors de tempête d'étoiles filantes (it), qui est une pluie de météores qui a un THZ supérieur à 1 000[réf. souhaitée].

## Principales pluies de météores terrestres
L'Union astronomique internationale recense plusieurs dizaines de pluies d'étoiles filantes. Les plus notables sont décrites ci-après.

### Les Orionides

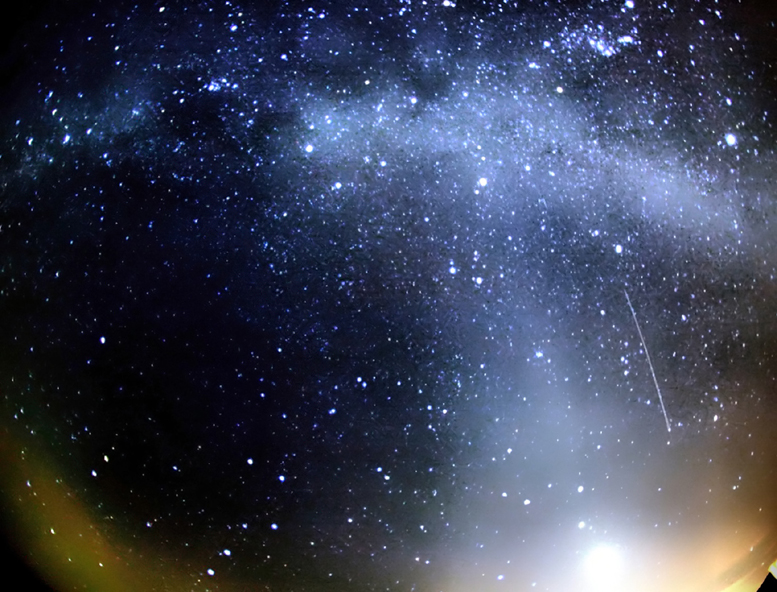
Les Orionides.

Constitué de météores issus des débris de la comète de Halley, cet essaim est en activité entre le 2 octobre et le 7 novembre. Son maximum d'activité est observé le 21 octobre. Son radiant se situe dans la constellation d'Orion. 
En 1864, Alexander Stewart Herschel en fait les premières observations précises.

### Les Perséides

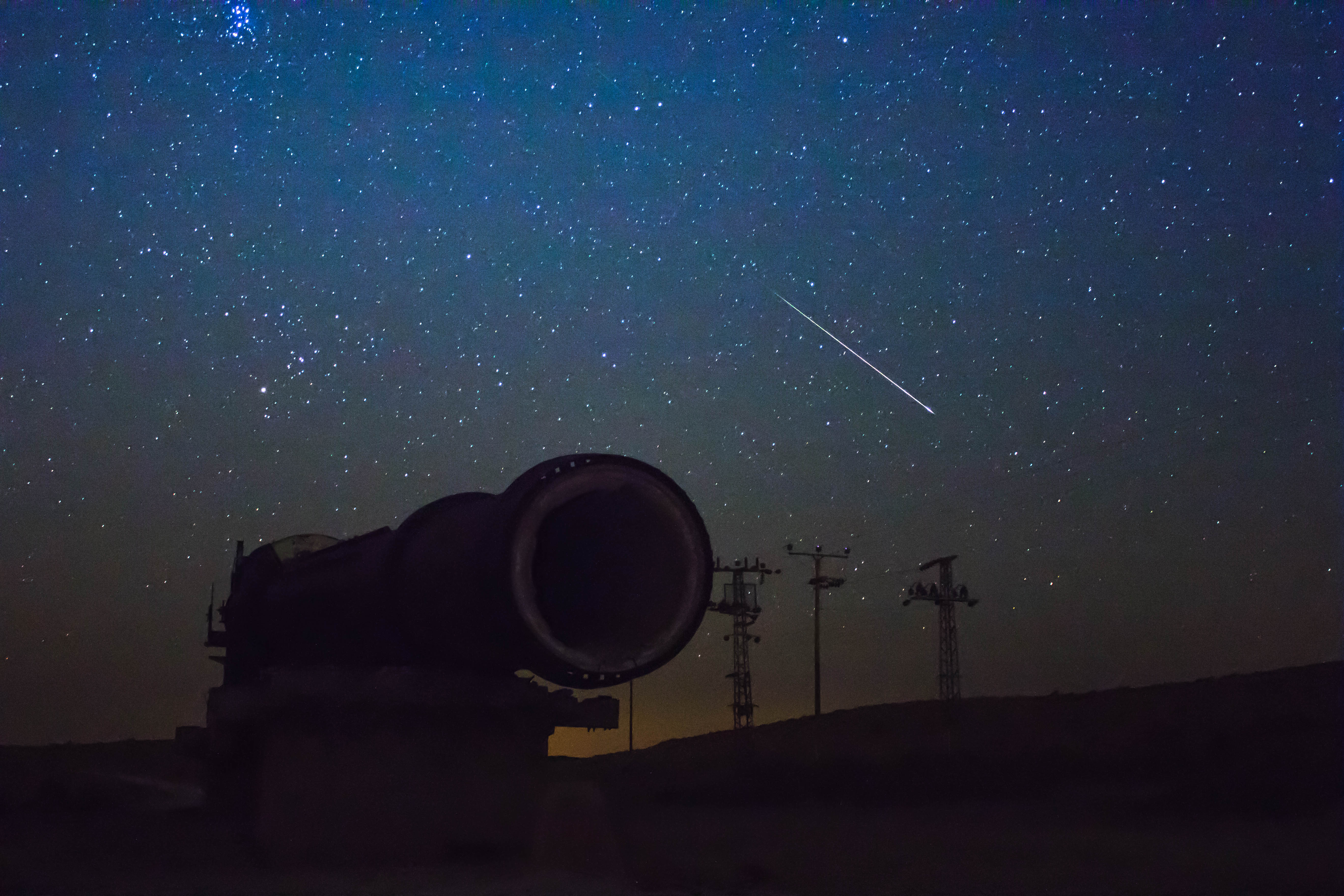
Les Perséides de 2016.

Constituée des débris de la comète 109P/Swift-Tuttle, son point radiant se retrouve dans la constellation de Persée. Les Perséides peuvent être observés du 17 juillet au 24 août. La journée du 12 août est marquée par le taux horaire zénithal le plus élevé de la période d'observation. 
Les Perséides sont caractérisés par la vitesse très élevée à laquelle ils se déplacent. En effet, cette vitesse est parmi les plus rapides de toutes les pluies de météores.

### Les Léonides

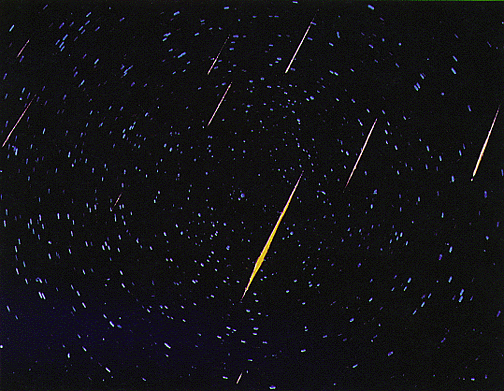
Les Léonides en 1966.

Associées à la comète 55P/Tempel-Tuttle, les Léonides peuvent être repérées pendant toute la période du 6 au 30 novembre, le maximum d'activité survenant le 17 novembre.
Cet essaim est reconnu pour la production de pluies de météores spectaculaires. En effet, l'une des plus célèbres tempêtes de météores s'est produite le 17 novembre 1833, lorsque la Terre croisa l'essaim des Léonides.
Le point radiant des Léonides se retrouve dans la constellation du Lion, d'où son nom.

### Les Êta aquarides
Découverts en 1870, les Êta aquarides peuvent être observés du 19 avril au 28 mai. Le pic d'activité de l'essaim survient le 5 mai. Tout comme les Orionides, les météores de cet essaim sont issus des débris de la comète de Halley.
Fait particulier, son nom est dérivé d'une étoile plutôt que d'une constellation. Cette étoile, eta Aquarii, est l'étoile la plus brillante de la constellation du Verseau. Elle est à proximité du point radiant des Êta aquarides.

## Pluies de météores extraterrestres
N'importe quel corps du système solaire ayant une atmosphère un peu transparente peut laisser voir une pluie de météores. 

### Sur la Lune
L'atmosphère de la Lune, quoique très ténue, peut connaître des pluies de météores. La Lune traverse les mêmes pluies que la Terre puisqu'elle est très près de celle-ci. Lorsqu'elle entre dans un essaim, la concentration de sodium et de potassium de son atmosphère augmente, ce qui a pour effet de modifier sa queue de sodium.

### Sur Mercure
Aucune comète n'a été identifiée comme une source certaines de pluies de météores sur Mercure. On ne connaît que quatre comètes ayant une distance périhélique inférieure à la distance aphélique de Mercure (0,466 ua). Parmi elles, la comète 2P/Encke, avec une distance périhélique de 0,33 ua et une distance de Mercure minimale de 0,026 ua (124 fois la limite de Roche de Mercure), est néanmoins un candidat plausible.

### Sur Vénus
La comète 45P/Honda-Mrkos-Pajdušáková, de période 5 ans et dont la distance minimale de l'orbite de Vénus est de 0,001 6 ua (1,25 fois la limite de Roche), est une source probable de pluies de météores sur Vénus. La comète 7P/Pons-Winnecke est aussi un candidat possible.

### Sur Mars
Les cratères visibles sur les planètes ou les satellites sont en partie causés par des pluies de météores antérieures et de nouveaux peuvent être créés. Mars, ainsi que ses satellites, sont connus pour leurs tempêtes de météores. Celles-ci sont différentes des pluies visibles sur la Terre en raison de leurs orbites différentes relativement aux orbites de comètes. L'atmosphère de Mars est 100 fois moins dense que celle sur Terre au niveau du sol. Aux couches supérieures, là où les météores frappent, l'atmosphère est plus semblable, ce qui fait qu'ils ont presque les mêmes effets. La luminosité des météores sera un peu moins élevée sur Mars en raison de sa distance au Soleil qui est un peu plus élevée, de sorte que les météores sont plus lents à la hauteur de la planète rouge. En contrepartie, ils brûlent plus longtemps que les météores terrestres.
En 2005, Franck Selsis et ses collaborateurs rapportent l'observation, le 7 mars 2004, d'une « strie curieuse à travers le ciel martien » par la caméra panoramique de l'astromobile Spirit. Le moment et l'orientation de cette strie et la forme de sa courbe de lumière sont cohérentes avec l'existence d'une pluie de météores régulière associée à la comète 114P/Wiseman-Skiff, baptisée les Céphéides martiens.

### Sur Jupiter
On connaît 48 comètes dont la distance minimale d'approche de Jupiter est inférieure à la limite de Roche. En raison de la très longue durée des passages en deçà de la limite de Roche, ils se chevauchent et la pluie de matériel cométaire est certainement continuelle sur Jupiter.

### Sur Saturne
Comme sur Jupiter, la pluie de matériel cométaire sur Saturne doit être continuelle.

### Sur Uranus, Neptune et Pluton
Plusieurs comètes ont été identifiées comme des sources probables de pluies de météores sur Uranus, quelques-unes pour Neptune mais encore aucune pour Pluton.